# Émile Lavirotte

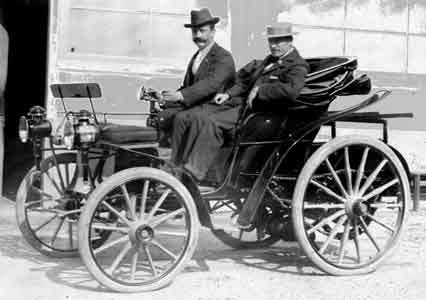
Audibert & Lavirotte type Vis à Vis uit 1896 met de beide heren in de auto.

Émile Lavirotte (Grenoble, 1870 – La Roche-de-Glun, 1944) was een Franse autobouwer en ondernemer.
Samen met Maurice Audibert zette hij Audibert & Lavirotte op, een fabriek opzetten voor de productie van auto's. In 1901 kwamen aandeelhouders niet met het beloofde geld over de brug, wat het bloeiende bedrijf de das om deed. In 1902 kocht Marius Berliet de fabriek en begon autoproductie onder de naam Berliet. Lavirotte werd een verkoper bij Berliet. Hij verliet het bedrijf in 1927. In 1942 werd hij nog geïnterviewd.